# Bachmut
Bachmut (ukrajinsky Бахмут, stejně i rusky) je opuštěné město v Doněcké oblasti na východě Ukrajiny. Od roku 1924 až do dekomunizace v roce 2016 se město jmenovalo Artemivsk (ukrajinsky Артемівськ; rusky Arťomovsk, Артёмовск) podle známého ruského bolševického vůdce Fjodora Sergejeva-„Arťoma“.
Město leží na řece Bachmutce (přítoku Severního Doňce), ve vzdálenosti bezmála 90 km na sever od Doněcka. V roce 2015 v něm žilo přes 77 000 obyvatel a do roku 2021 se jejich počet snížil o 8 %.

## Historie

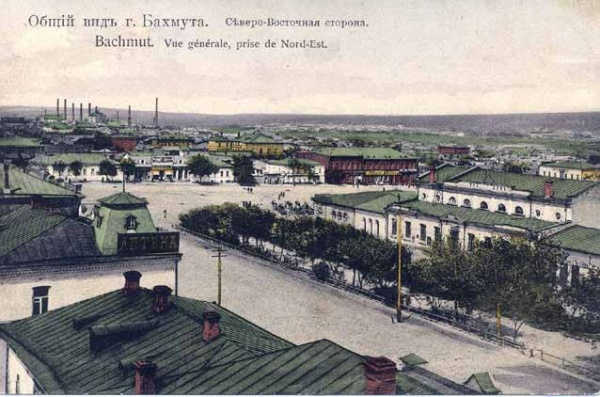
Bachmut ve 4. čtvrtině 19. století

### Součást Ruska
Osada má svůj původ již ve středověku, archeologickými nálezy je zastoupena v Krajském vlastivědném muzeu. První písemná zmínka o Bachmutu pochází teprve z roku 1571, z období vlády cara Ivana Hrozného, kdy tu byla postavena ostrožna s hliněným valem, nazvaná Bachmutovská stráž (Сторожа Бахмутовская), aby hájila Ruské carství před nájezdy krymských Tatarů z jihu. Původně tento kraj patřil donským kozákům, ale roku 1630 moskevská vláda kozáky vyhnala a osadila místo svobodnými rolníky, kteří zde začali hospodařit na polích, a také těžit kamennou sůl, později velmi významnou místní komoditu; roku 1715 zde byl uveden do provozu první solivar. Petr Veliký zde v letech 1701–03 dal vybudovat kamennou pevnost, místo se tak stalo ostrogem se stálou vojenskou posádkou (až do roku 1783). Již na podzim roku 1707 se místo stalo jedním z center Bulavinova povstání. Oddíl donských kozáků v čele s atamanem Kondratijem Bulavinem dobyl solné doly a obsadil městečko až do 7. března 1708, kdy bylo znovu dobyto carským vojskem vedeným knížetem Vasilijem Dolgorukým.

Chrám Všech svatých (stav z roku 2017)

V září 1732 byl postaven první zdejší chrám. Mezi lety 1753–64 byl Bachmut hlavním městem samosprávného Slovanosrbska, poté byl včleněn do Novoruské gubernie a od roku 1802 náležel do nástupnické Jekatěrinoslavské gubernie (až do poloviny 20. let 20. století). V 70. letech 19. století byla v okolí Bachmutu objevena další naleziště kamenné soli a později i kaolinu a sádrovce, což podnítilo další přistěhovalectví.

### Období Ukrajinské lidové republiky
7. listopadu 1917, kdy Centrální Rada svým nařízením vyhlásila vytvoření Ukrajinské lidové republiky, nad Bachmutským okresním zastupitelstvím (dnešní Bachmutské železniční učiliště) byla poprvé na Donbasu vyvěšená žluto-modrá ukrajinská národní vlajka. V Bachmutu a okolních vesnicích působili členové vlasteneckého uskupení „Osvícení“, členové ukrajinských politických stran, od léta 1917 vytvořeno pořádkové uskupení „Svobodní kozáci“. Nicméně v prosinci 1917 při bolševickém povstání v Luhansku se vlády v Bachmutu ujali bolševici, kteří v únoru 1918 vyhlásili Doněcko-krivorožskou sovětskou republiku.
V dubnu 1918 po uzavření Brestlitevského míru do Bachmutu vstoupila ukrajinská a německá vojska. V listopadu 1918 německá vojska odešla a v prosinci 1918 město opět obsadilo sovětské vojsko.

### Období SSSR
V letech 1930-32 komunistická vláda prováděla represe, probíhaly soudní procesy s učiteli obviněnými z „buržoazního nacionalismu“. Bolševici pozatýkali a popravili většinu městských intelektuálů a zastánců nezávislosti Ukrajiny. V polovině 30. let 20. století bylo spáleno 70 % ukrajinské literatury z místní knihovny.

### V rámci samostatné Ukrajiny

#### Okupace města stoupenci Doněcké lidové republiky
V souvislosti s vypuknutím ukrajinské krize vzplály na východě Ukrajiny nepokoje, vyústivší nakonec v občanskou válku (přiživovanou Ruskem). Dne 2. dubna 2014, stejně jako v dalších okupovaných městech východní Ukrajiny, separatisté v Artemivsku vyhlásili vznik tzv. Doněcké lidové republiky (DLR). Počínaje 24. dubnem se opakovaně pokoušeli zmocnit místní vojenské základny. Podle svědectví obyvatel jsou známy útoky separatistů na civilisty, obzvláště ze dne 27. června, kdy přepadli linkový autobus. 25. května 2014 se jim podařilo přerušit provedení prezidentských voleb ve městě.
V podvečer 4. července příslušníci praporu Artemivsk Ministerstva vnitra Ukrajiny provedli průzkumnou misi do Bachmutu, při níž došlo k boji okolo budovy prokuratury, kde sídlilo ústředí stoupenců DLR. Během bitvy byla ostřelována budova prokuratury, což vedlo ke zničení centrály.

#### Civilně-vojenská správa
6. července 2014 Národní garda Ukrajiny osvobodila město od vlády DLR. Dne 13. února 2015 separatisté ovšem ostřelovali město raketomety, při útoku byly zabity dvě osoby, včetně žáka 2. třídy místní základní školy.
23. září 2015 se artemivská radnice obrátila na Parlament Ukrajiny s žádostí o navrácení historického názvu města na Bachmut. 4. února 2016 parlament žádost schválil; toto rozhodnutí vstoupilo v platnost 18. února t.r. Zároveň bylo v rámci zákona o dekomunizaci Ukrajiny přejmenováno 76 městských ulic a uliček.

### Zničení města

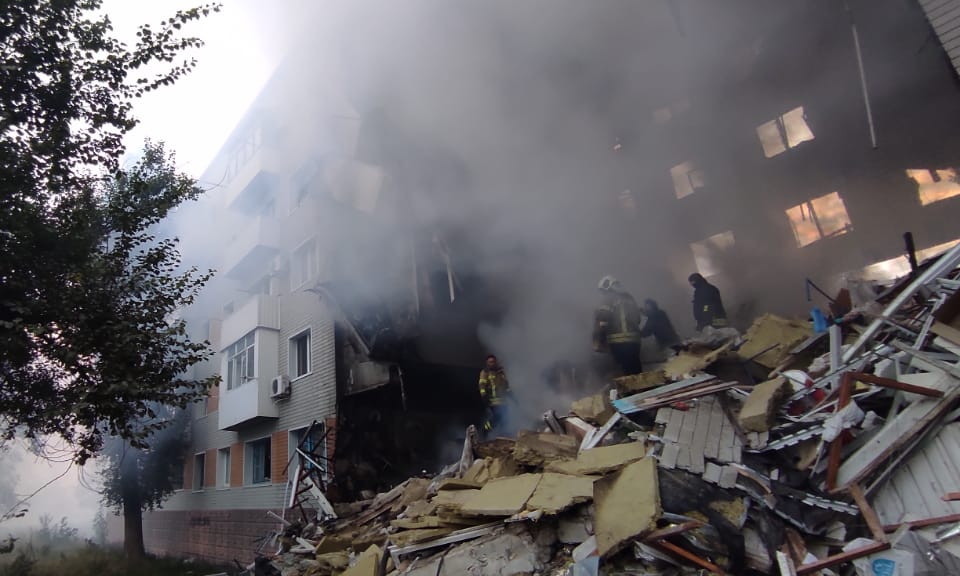
Zničená obytná budova po ostřelování Bachmutu 15. září 2022

Po opakovaném systematickém ostřelování obytných domů a infrastruktury města ruskou armádou došlo počátkem prosince 2022 k jeho likvidaci. Podle satelitních snímků společnosti Maxar Technologies od počátku srpna do začátku ledna byla během bombardování zničena prakticky většina města, některé městské čtvrtě zmizely úplně, z jiných zůstaly pouze ohořelé trosky. Pole a louky v okolí města se v důsledku půlročního ostřelování proměnily v měsíční krajinu, některými přirovnávanou k bitvě u Verdunu za první světové války. Podle zpráv z ledna 2023 ve městě ale nadále zůstává zhruba 8 700 civilních osob. V květnu 2023 bylo město téměř úplně zničeno a na konci května byl Bachmut dobyt ruskými jednotkami.

## Obyvatelstvo
V červnu 2017 žilo v Bachmutu 75 900 obyvatel. Podle sčítání lidu z roku 2001 tvořili Ukrajinci 69,4 % obyvatel a etničtí Rusové 27,5 %. Ruštinu používalo jako rodný jazyk 62 % obyvatel Bachmutu a ukrajinsky mluvilo 35 % obyvatel. V květnu 2023 žilo v troskách Bachmutu 518 obyvatel.

## Ekonomika
Těžba kamenné soli, výroba stavebních materiálů, strojírenství, lehký průmysl, potravinářský průmysl. V roce 1975 ve městě pracovalo 64 průmyslových podniků.
Mezi nejvýznamnější podniky ve městě patřily:
- Ukrelektromerežbud
- Bachmutský závod Dorindustrija
- Stavební ústředí Artemivsktransbud
- Mlékárenský koncern Molokoprodukt
- Bachmutský masokombinát
- Bachmutský lihovar
- Arťomovský závod na výrobu šumivých vín a sektu, založen 1950

Průmyslová výroba: 963 milionů hřiven (na 1 obyvatele 8692 hřiven). Index průmyslové produkce: 30,1 % v roce 2003 oproti roku 1990.

## Památky a kultura

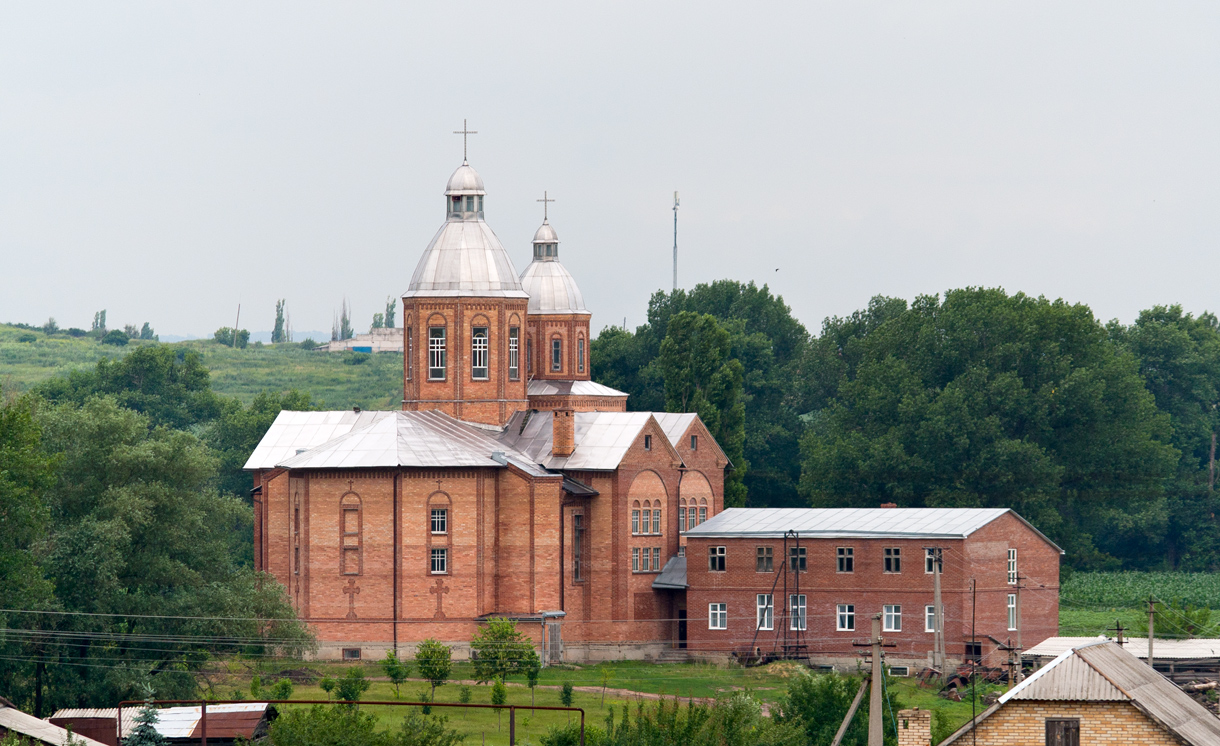
Chrám s bývalou školou

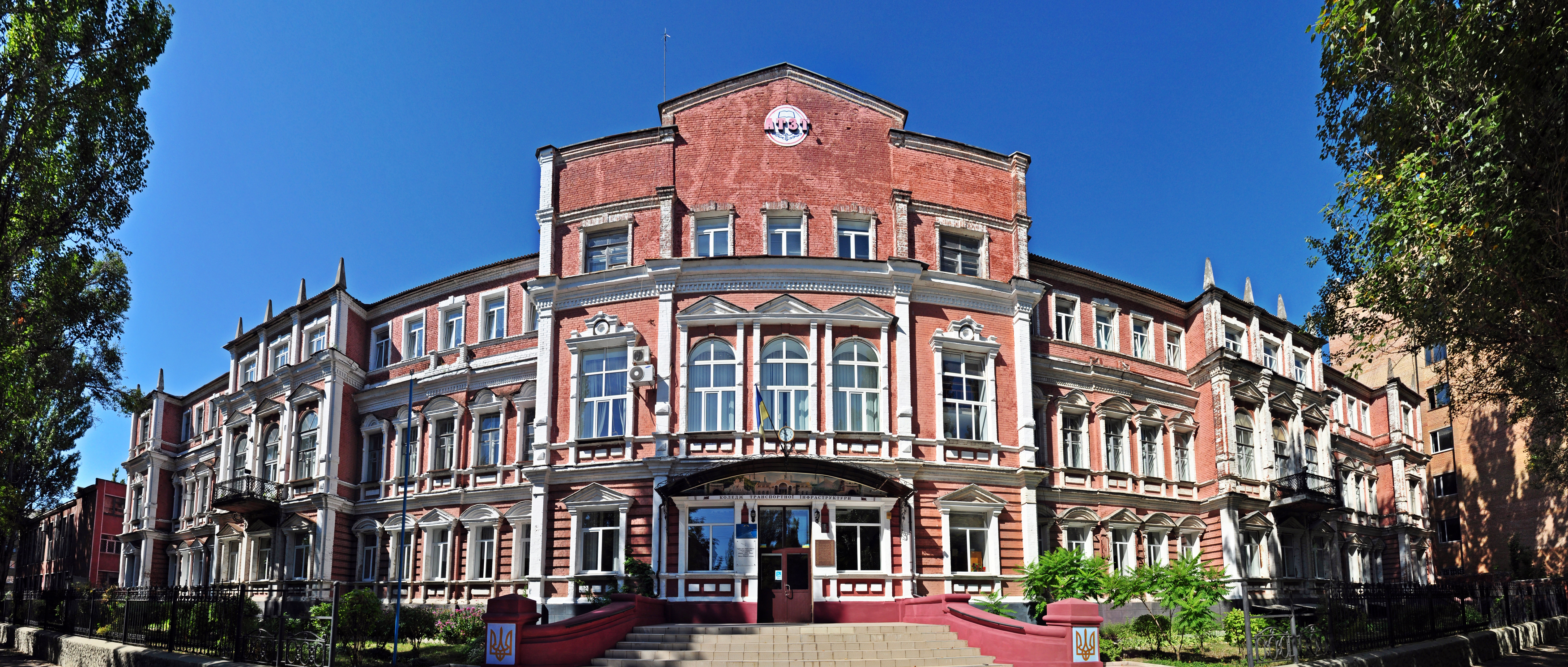
Bývalá Zemská správa

- pravoslavný chrám Všech svatých, založen roku 1753, přestavěn po roce 1990
- novorenesanční budova bývalé Bachmutské zemské správy, kde byla v listopadu 1917 vyhlášena Ukrajinská lidová republika a vztyčena ukrajinská vlajka; od roku 1922 sídlo Ústřední správy průmyslu kamene a uhlí, 1934-1941 Správa Severodoněcké dráhy, poté technicko-dopravní škola
- Bachmutské vlastivědné muzeum, při něm sídlil klub válečných veteránů

## Školství
Město bylo sídlem několika středních škol, konzervatoře, Vysoké školy pedagogické univerzitního typu a školy dopravně-technické.

## Rodáci
- Borys Markovyč Verlynskyj (1887–1950), šachista, první velmistr SSSR z roku 1929, mezinárodní šachový mistr
- Menachem Savidor (1917–1988), izraelský politik
- Larisa Šepiťková (1938–1979), ruská filmová režisérka

- Josif Kašparovič Smyrnov (1945–1999), hokejový útočník

- Julija Levčenko (1997), atletka